# لذة

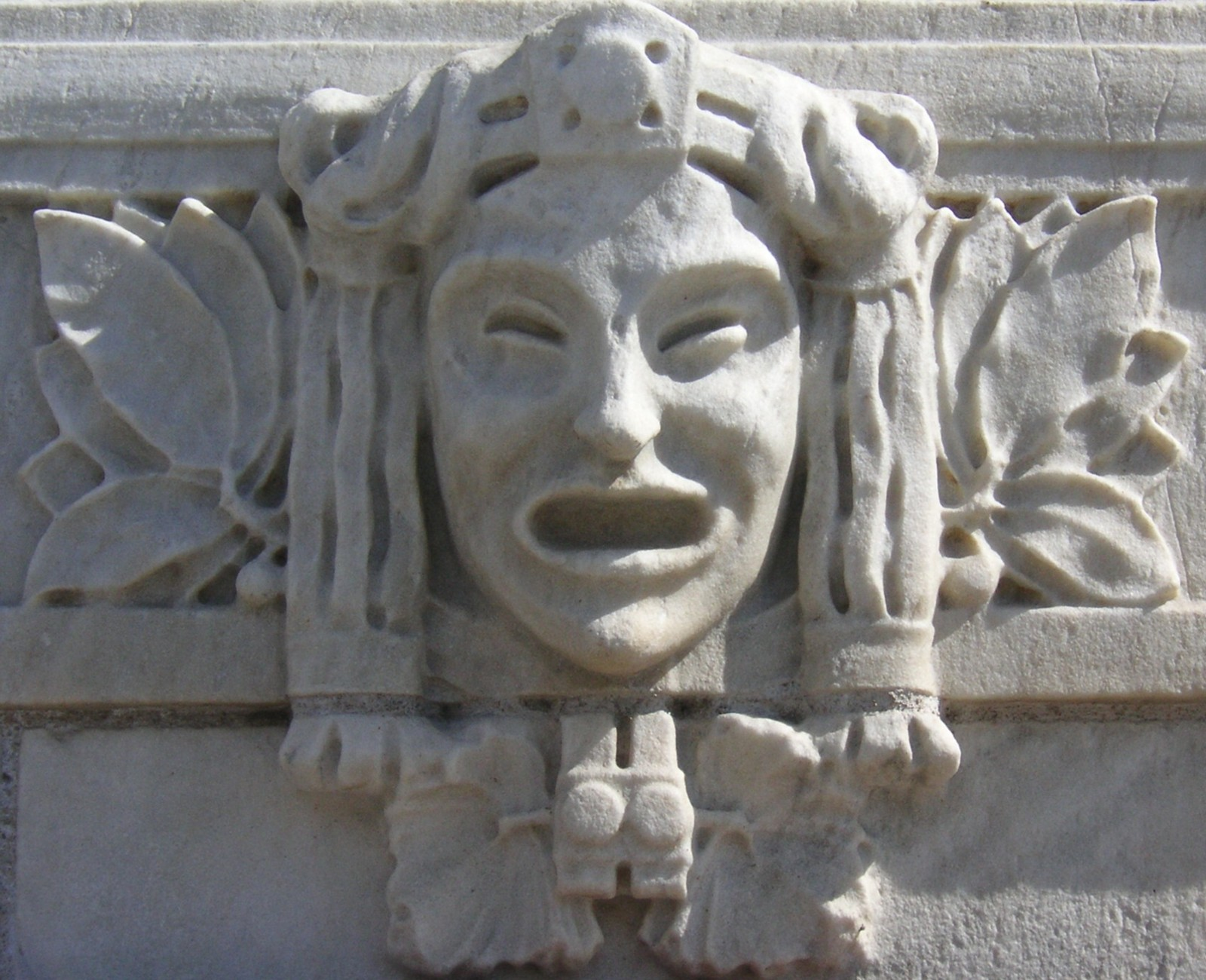
قناع هزلي على واجهة المسرح الدرامي الملكي في ستوكهولم

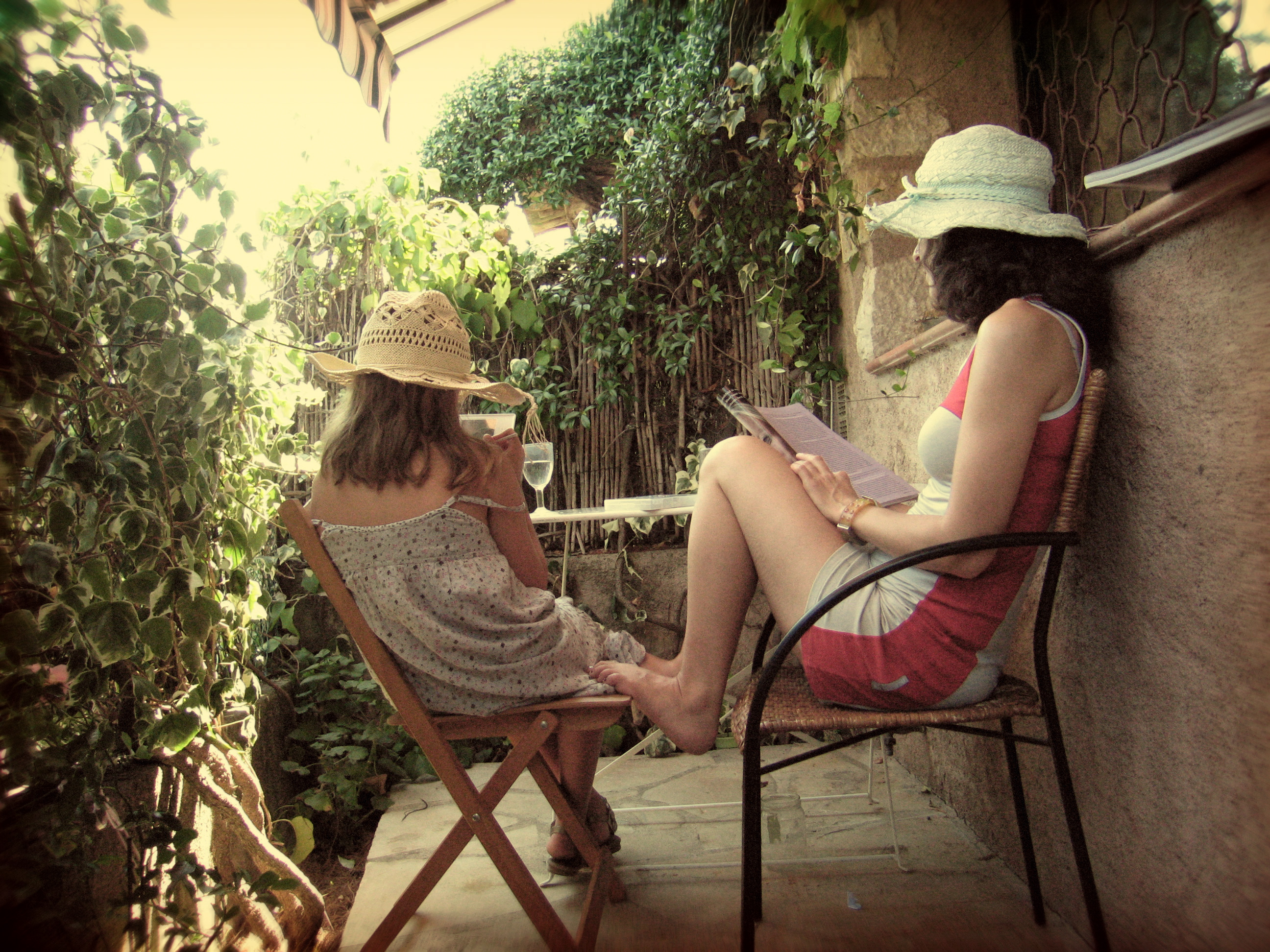
متعة نهاية الأسبوع في فرنسا

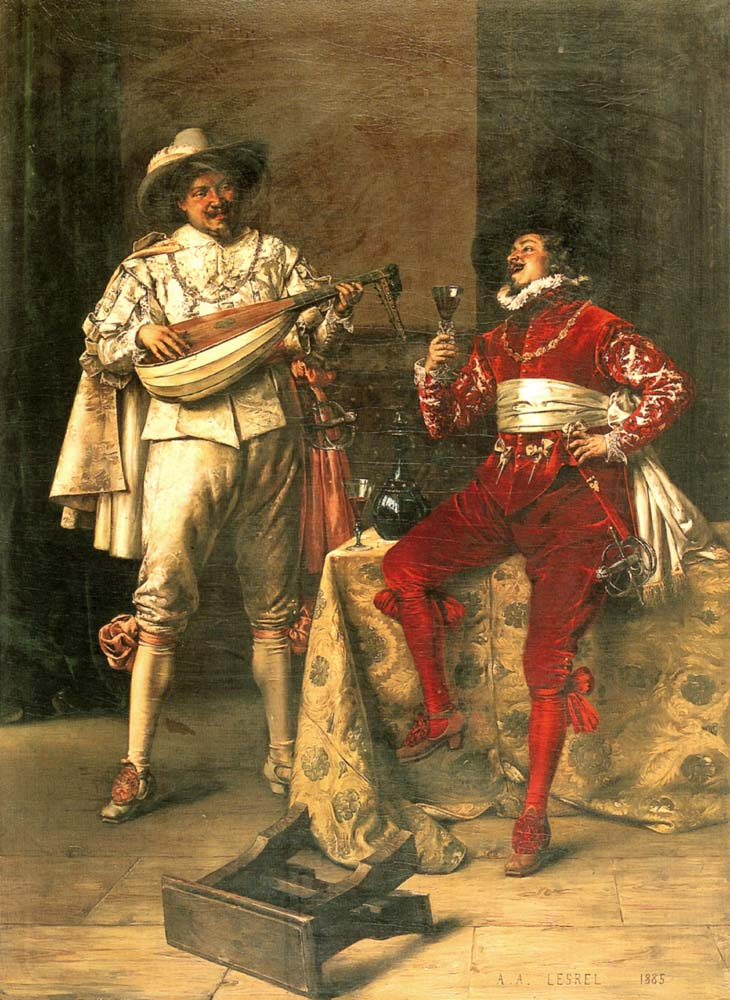
متعة الرجال مسرحية من تأليف أدولف-ألكسندر ليسريل، عام 1885

تصف اللذة مجموعة كبيرة من الحالات الذهنية التي يشعر البشر والحيوانات الأخرى أنها إيجابية أو مبهجة أو تستحق العناء. وتشتمل المتعة على العديد من الحالات الذهنية المحددة مثل السعادة والترفيه والاستمتاع والنشوة والشعور بالنشاط. ففي علم النفس، يصف مبدأ المتعة المتعة بأنها آلية ردود الفعل الإيجابية، تحفز الكائن الحي لتكرار الموقف الذي وجد فيه متعته في المستقبل. وفقًا لهذه النظرية، يمكن تحفيز الكائنات الحية بطريقة مماثلة لتجنب المواقف التي تسببت في الألم في الماضي.[بحاجة لمصدر]
تجربة المتعة هي من الأمور الذاتية وسيشعر مختلف الأفراد بأنواع مختلفة وبقدر متفاوت من المتعة في نفس الموقف. وهناك تجارب عديدة للمتعة مرتبطة بتلبية المحفزات البيولوجية الأساسية، مثل الأكل أو التمارين أو الجنس. وهناك تجارب أخرى سارة مرتبطة بالتجارب والدوافع الاجتماعية، مثل تجارب الإنجاز والتقدير والخدمة. وغالبًا ما يعتبر تذوق الأعمال الفنية الثقافية والأنشطة مثل الفن والموسيقى والأدب من المتعة.
وفي السنوات الأخيرة، أحرز تقدم كبير في مجال استيعاب آليات عمل الدماغ التي تجعل الإنسان يشعر بالمتعة. وتحقق أحد الاكتشافات الكبرى في هذا المجال على يد دكتور/ كنت سي بيريدج (Kent C. Berridge) الذي أثبت أن المتعة ليست تجربة وحدوية أو مركزية. ولكن المتعة من وجهة نظره تتكون من عمليات دماغية متعددة تشتمل على الحب والرغبة والتعلم التي يمكن أن تتحقق من خلال شبكات الدماغ المتميزة والمتداخلة بشدة. وبوجه خاص، تعزز هذا البحث من خلال استخدام ردود أفعال المتعة الموضوعية المنتزعة من الإنسان والحيوانات الأخرى مثل سلوك تعابير الوجه التي تعكس الحب/الكره لتذوق التماثل بين الإنسان والعديد من الثدييات الأخرى.
وقد يؤدي تعاطي المخدرات للنشوة إلى إحساس بالسرور: إلا أن بعض المخدرات، غير المشروعة وغيرها، قد تعطي شعورا بالنشاط والخفة مباشرةً في عقل الإنسان عند تناولها. يمكن أن يؤدي ميل العقل بطبيعته للبحث عن المزيد من هذا الشعور (كما ورد في مبدأ المتعة) إلى الاعتماد والإدمان. وأشار كل من بيريدج وروبنسون (Robinson) أن إدمان المسكرات ينتج عن خطف المخدرات لجهاز «الرغبة» من خلال توعية النظام الهامشي الوسطى الدوبامين.

## وجهات النظر الفلسفية
عرف إبيقور (Epicurus) وأتباعه أعلى درجات المتعة بأنها هي غياب المعاناة والمتعة نفسها هي «الخلو من الآلام الجسدية واضطراب النفس». ووفقًا لما قاله شيشرون (Cicero) (أو بالأحرى شخصيته الدرامية تورقوتوس Torquatus) كان إبيقور يعتقد أيضًا أن المتعة هي القيمة الحقيقية وأن الألم هو الشقاء الحقيقي.
وفي القرن الثاني عشر، حلل الرازي في «موضوع النفس والروح» من (كتاب النفس والروح) أنواعا مختلفة من المتعة والحسية والفكرية وأوضح علاقتها ببعضها. وانتهى إلى أن الاحتياجات والرغبات الإنسانية لا نهائية، وأن «إرضاءها تمامًا من الأمور المستحيلة.»
في حين أدرك الفيلسوف الألماني آرثر شوبنهاور (Arthur Schopenhauer) في القرن التاسع عشر أن المتعة هي إحساس سلبي؛ أي أنها تحدث في ظل غياب الظروف الوجودية المألوفة للمعاناة.

### فلسفات المتعة
مذهب النفعية ومذهب المتعة هما الفلسفتان اللتان تدعوان إلى زيادة الحد الأقصى للمتعة والحد من المعاناة.

## علم دراسة الأعصاب
مركز المتعة هو مجموعة من تركيبات الدماغ، في المقام الأول نواة أكمبنس، وهي التي تهدف لإفراز كمية كبيرة من المتعة عند تحفيزها كهربائيًا. وتشير بعض المراجع الدولة إلى أن الحاجز المشف هو مركز المتعة عامة، بينما تذكر غيرها الوطاء في الإشارة إلى تنشيط مركز المتعة داخل الجمجمة. وهناك بعض المواد الكيميائية المعروفة تحفز مراكز المتعة في الدماغ. وتشتمل هذه المواد على الدوبامين والإندورفين بأنواعه المختلفة. وذُكر على وجه التحديد أن بذل الجهد البدني يمكن أن يطلق الإندورفين فيما يعرف بـ العدو السريع، وبالمثل وجد أن الشوكولاتة وبعض البُهارات، مثل عائلة الفلفل الحار، قد تطلق أو تتسبب في إطلاق مواد كيميائية منشطة مماثلة للمواد التي تطلق خلال العلاقات الجنسية.

## المتعة كتجربة بشرية فريدة
دار جدل حول ما إذا كانت الحيوانات الأخرى تشعر بالمتعة أم أنها مقصورة بصورة خاصة على الجنس البشري. فمن جهة، يزعم جيرمي بنثام (Jeremy Bentham) (غالبًا ما يشار إليه باعتباره مؤسس مذهب النفعية) وبيث ديكسون (Beth Dixon) ورغم ذلك، تجادلوا على فعل هذا الأخير، في صيغة كلامية دقيقية. فهؤلاء الذين يؤمنون بـ مذهب الاستثنائية البشرية ربما يؤكدون أنها أحد أشكال مذهب التأنيس الذي ينسب أي تجربة بشرية للحيوانات، بما في ذلك المتعة. في حين يرى آخرون أن سلوك الحيوان ما هو إلا استجابة للمحفزات؛ وهذا هو ما يستدل به أصحاب النظريات السلوكية، على سبيل المثال كلاب بافلوف (أو بالأحرى تفسيره لسلوكهم) التي تعد أفضل مثال معروف في هذا النطاق. ومع ذلك، قد يمكن القول أننا ببساطة لا يمكننا معرفة ما إذا كانت الحيوانات تشعر بالمتعة أم لا، وبالفعل، يفضل معظم العلماء الوقوف على الحياد بينما يمكنهم الانتفاع بمذاهب التأنيس عندما يحتاجون إليها فقط. ورغم ذلك، يبدو أن آراء من يقولون بوجود مشاعر لدى الحيوانات في صعود: ويجهز العديد من علماء السلوك الحيواني، على سبيل المثال مارك بيكوف (Marc Bekoff)، العدة لتقبل الاستنتاج الذي يشير إلى أن الحيوانات تنتابها مشاعر، رغم أنها ليست بالضرورة مثل المشاعر الإنسانية.

## السادية
أصحاب مذهب السادية هم أولئك الذين يحصلون على المتعة عن طريق الألم. فوجود الماسوشية يعقد الرأي السائد بأن المتعة، كتجربة إيجابية، في الأساس هي عكس الألم؛ أي أنها تجربة سلبية. فالسادية كمفهوم تعد شرطية: أي أن الساديين يستمتعون بأنواع معينة من الألم في مواقف محددة.

## كتابات أخرى
- Paul Bloom. How Pleasure Works: The New Science of Why We Like What We Like (2010) 280 pages. Draws on neuroscience, philosophy, child-development research, and behavioral economics in a study of our desires, attractions, and tastes.
- M.L. Kringelbach. The pleasure center: Trust Your Animal Instincts (2009). Oxford University Press. ISBN 978-0-19-532285-9. An general overview of the neuroscience of pleasure.